# Procaïne
Procaïne (merknaam Novocaïne, straattaal proke) is een lokaal anestheticum dat vooral gebruikt werd in de tandheelkunde. Het is ook een versnijdingsmiddel voor cocaïne.
Procaïne werd in 1904 gesynthetiseerd door de Duitse chemicus Alfred Einhorn en was het eerste lokale verdovingsmiddel dat geïnjecteerd kon worden. Procaïne valt onder de Geneesmiddelenwet, maar bij gebruik in drugs onder de Opiumwet, waardoor de straffen veel hoger kunnen zijn. De naam 'Novocaïne' is een samentrekking van het Latijnse Novus (nieuw) en de uitgang -caïne zoals in cocaïne en andere alkaloïden die voor verdoving gebruikt werden.

## Chemie
Procaine is een ester van benzoëzuur. Het is een basische stof met molecuulformule {\displaystyle {\ce {C13H20N2O2}}}.

## Medisch gebruik
Tot de synthese van procaïne was cocaïne het meest gebruikte lokale anesteticum. Procaïne heeft echter veel voordelen: het is niet verslavend en is veel minder giftig dan cocaïne: tussen de werkzame en de giftige dosis zit een factor tien. De pijnstilling komt tot stand door het inactief maken van de natriumkanalen, wat de neurotransmitters blokkeert. In tegenstelling tot cocaïne is het bloedvatverwijdend. Om de werkingsduur te verlengen of de werking lokaal te houden wordt het met een vaatvernauwend middel zoals adrenaline toegediend. De toedieningsvorm is procaine-hydrochloride; dit is een oplosbaar zout en daardoor geschikt voor injectiespuiten.
In 1905, het jaar van de eerste synthese, introduceerde de chirurg Heinrich Braun het middel in de medische praktijk. Sinds er effectievere middelen zoals lidocaïne (merknaam Xylocaïne) op de markt zijn, wordt het niet veel meer gebruikt als verdovingsmiddel. Bij neuraaltherapie wordt procaïne gebruikt vanwege zijn bloedvatverwijdend effect.

### Afbraak
Procaïne wordt in bloedplasma gehydrolyseerd met behulp van het enzym pseudocholinesterase. Het afbraakbraakproduct is 4-aminobenzoëzuur (PABA), dat door de nieren uitgescheiden wordt in de urine. Eventuele allergische reacties op procaïne zijn doorgaans niet afkomstig van procaïne zelf maar van PABA. Ongeveer 1 op de 3000 mensen hebben een atypische vorm van pseudocholinesterase, waardoor procaïne-achtige stoffen niet gehydrolyseerd worden maar zich ophopen in het bloed.

## Versnijding
Gekristalliseerde procaïne heeft dezelfde parelmoerglans als cocaïne en geeft bij keuren op de tong dezelfde smaak en hetzelfde verdoofde gevoel: alleen door laboratoriumtests is een mengsel met gekristalliseerde procaïne snel te onderscheiden van zuivere cocaïne. Het kan in een verhouding van elf op tien versneden worden, dus met meer 'proke' dan 'coke'. Bij gebruik in drugs zijn de gezondheidsrisico's vergelijkbaar: beide kunnen hartritmestoornissen veroorzaken. Procaïne geeft echter niet de euforie van cocaïne en is daardoor minder verslavend.

### Criminele circuits
De politie in Nederland en Trimbos zien in 2024 een toenemend gebruik en criminelen bevestigen dat het versnijden van cocaïne met procaïne een trend is, al worden de effecten op de gebruikersmarkt vooral in 2025 verwacht. De trend werd in de hand gewerkt door toegenomen inbeslagname van cocaïne in 2024, wat de prijzen opjaagde. Versnijding gebeurde voorheen door straathandelaren en minstens sinds 2022 in het productieland Colombia, maar in 2024 werden in Nederland 35 labs opgerold, tegen een in 2023; de meeste waren verbonden met de regio Rotterdam. De grootste labs hadden capaciteiten tot honderden kilo's per week en zijn een gevaar voor de omgeving, omdat voor het kristalliseren van een kilo procaïne vijf tot tien liter aceton nodig is. Deze is zeer brandbaar en de dampen kunnen explosief ontbranden. De aceton wordt veelal gedumpt.

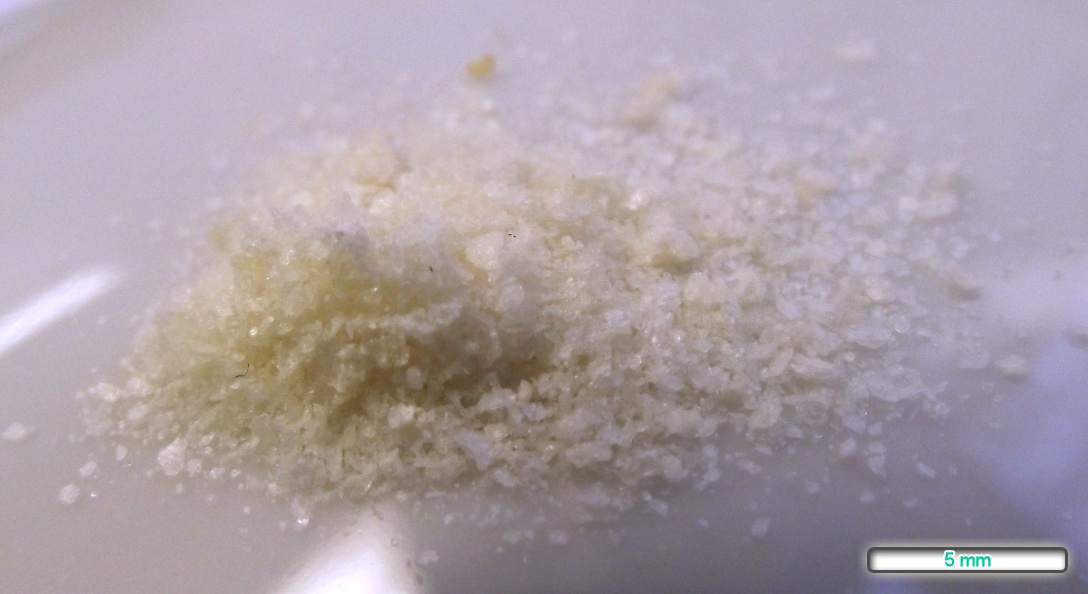
Procaïne-hydrochloride in zoutvorm. Het balkje rechts is 5 millimeter

Structuurformule